# Anonconotus alpinus
Anonconotus alpinus is een rechtvleugelig insect uit de familie sabelsprinkhanen (Tettigoniidae). De wetenschappelijke naam van deze soort is voor het eerst geldig gepubliceerd in 1858 door Yersin.
De sprinkhaan wordt 16 to 23 millimeter lang. De imago is te vinden in augustus en september.
De soort komt voor in de Alpen.
1. ↑  (en) Anonconotus alpinus op de IUCN Red List of Threatened Species.